# Gewiss
Gewiss S.p.A. è una società italiana del settore elettrotecnico che opera nella produzione di soluzioni e prodotti per la domotica, l'energia e l'illuminotecnica per i settori residenziale, terziario e industriale. L'azienda dispone di 6 stabilimenti produttivi (3 in Italia, 1 in Germania, 1 in Portogallo, 1 in Francia), 15 società commerciali/service (Italia, Regno Unito, Francia, Germania, Polonia, Spagna, Turchia, Belgio, Romania, Ungheria, Svizzera, Cile, Emirati Arabi e Cina) e un polo logistico centralizzato in Italia (Calcinate, BG).

## La storia
Viene fondata nel 1970 dal Cavaliere del Lavoro Domenico Bosatelli, introducendo l'uso del tecnopolimero nell'impiantistica elettrica, che porta ad una maggiore sicurezza, funzionalità, facilità installativa e resa estetica.
Il nome deriva dal tedesco "gewiss" e vuol dire "certo".
Nel primo decennio viene inaugurato lo stabilimento di Cenate Sopra, in provincia di Bergamo, che negli anni raggiungerà i 6000 m² di superficie. Nel 1975 la società vive il passaggio da ditta individuale a Società per azioni.
Negli anni ottanta l'offerta GEWISS si sviluppa come soluzione globale d'impianto in ambito civile, terziario ed industriale, con un ampliamento del catalogo fino a 1 000 prodotti. Con il lancio sul mercato della serie civile viene introdotto il colore e lo stile architettonico nel punto-luce che, da elemento tecnico, diventa complemento d'arredo. Nel 1988 GEWISS viene quotata alla Borsa Valori di Milano.
Gli anni novanta si aprono con l'inaugurazione del polo tecnologico e produttivo di Cenate Sotto (Bergamo); nel corso del decennio ha inizio il processo di internazionalizzazione dell'azienda. L'apertura di nuove filiali e l'acquisizione di società europee del settore elettrotecnico (Nowaplast, Schupa, Merz e Mavil) porta alla costituzione del Gruppo GEWISS.
Dall'inizio del 2000 è operativo il Polo Logistico - Tecnologico di Calcinate (Bergamo) che, situato in una posizione strategica, consente la copertura di tutto il centro-Europa entro un raggio di 1000 km: 85000 m² di magazzino informatizzato per garantire la disponibilità dei prodotti presso i distributori di materiale elettrico. Nel corso del decennio viene introdotta una nuova linea produttiva per gli interruttori automatici compatti e viene presentato il sistema domotico internazionale Chorus per la Home & Building Automation.
Dal 29 luglio 2011, a conclusione dell'OPA lanciata dalla società controllante UNIFIND SPA (per conto di POLIFIN SPA e di Domenico Bosatelli), Borsa Italiana ha disposto la revoca delle azioni ordinarie di GEWISS SPA, dalla quotazione presso il Mercato Telematico Azionario di Borsa Italiana.
Dal 25 maggio 2019 Gewiss ha intrapreso un contratto di sponsorizzazione con l'Atalanta che ha comportato la ridenominazione dello Stadio Atleti Azzurri d'Italia in Gewiss Stadium.
Nel novembre 2020 Domenico Bosatelli, lascia sulla soglia dei 90 anni la guida del gruppo al figlio Fabio, già da tempo in azienda. Da più di un anno la carica di amministratore delegato è affidata a un manager esterno, Paolo Cervini.

## Prodotti e divisioni di business
La struttura industriale del gruppo è costituita da tre divisioni: Domotica, Energia (Din, Bloc e Box) e illuminazione.
I sistemi domotici consentono la gestione intelligente degli edifici integrando fra loro funzioni di sicurezza, comfort, risparmio energetico, comunicazione ed estetica.
L'offerta di sistemi di protezione, connessione e distribuzione di energia e servizi rappresenta il cuore dell'offerta storica di GEWISS.
Le soluzioni illuminotecniche sono destinate ad applicazioni che vanno dall'industria all'arredo urbano, dal decorativo per interni ed esterni all'illuminazione di emergenza. L'offerta illuminotecnica si completa con l'ingresso di dispositivi che adottano tecnologia LED.

## Consiglio d'amministrazione
- Presidente Onorario: Domenico Bosatelli
- Presidente: Fabio Livio Bosatelli
- Amministratore Delegato: Paolo Cervini
- Consigliere: Nicodemo Pezzella
- Consigliere: Giovanna Terzi

Consiglio d'amministrazione nominato nel 2020.

## Principali partecipazioni
- Gewiss France S.A. - Liernais (Francia) - 100%
- Gewiss Deutschland GmbH - Merenberg (Germania) - 100%
- Gewiss Belgium BVBA - Gand (Belgio) - 100%
- Gewiss Portugal Lda - Penafiel (Portogallo) - 100%
- Gewiss Iberica S.A. - Madrid (Spagna) - 100%
- Gewiss UK Ltd. - Cambridge (Regno Unito) - 100%
- Gewiss Swiss S.A. - Camorino (Svizzera) - 100%
- Gewiss Hungaria KFT - Budapest (Ungheria) - 100%
- Gewiss Polska Sp. z o.o. - Varsavia (Polonia) - 100%
- Gewiss E.T.M.T. Ltd S. - Istanbul (Turchia) - 100%
- Gewiss Egypt for electrical and lighting solutions - Il Cairo (Egitto) - 100%
- Gewiss Romania s.r.l. - Bucarest (Romania) - 100%
- Gewiss Chile Ltda - Santiago del Cile (Cile) - 100%
- Gewiss Gulf FZE - Dubai (Emirati Arabi Uniti) - 100%
- Gewiss Enterprise Mnagement Consulting - Shanghai Co. Ltd. (Cina) - 100%
- Beghelli [6]

## Dati economici e finanziari
Dal bilancio consolidato del gruppo Gewiss al 31 dicembre 2010, il fatturato consolidato nel 2010 si attesta a 322,10 milioni di euro, con un capitale investito consolidato di circa 169,13 milioni di euro, con un patrimonio netto di circa 305,35 milioni di euro, ed un utile netto consolidato di circa 25,11 milioni di euro.
Per quanto riguarda la sola capogruppo, il capitale investito ammonta a circa 160,60 milioni di euro, con un patrimonio netto di circa 293,31 milioni di euro, un fatturato di circa 294,95 milioni di euro ed un utile netto di circa 23,95 milioni di euro.
Al 31 dicembre 2010 il gruppo Gewiss occupa 1 639 dipendenti, di cui 1 068 in organico alla capogruppo.